# 洞窩水電站
洞窩水電站，原名濟和電廠，位於四川省瀘州市龍馬潭區罗汉街道，屬龍溪河上最末一個梯級發電站。洞窩水電站始建於1921年，是瀘州人、九三學社創始人之一、九三學社重慶主任委員稅西恒先生于1921年集資籌建。洞窩水電站初建規模為一台140千瓦德制西門子臥式機組，1923年安裝投運，主要用於城市照明和打米廠等小型工業加工發電。1917年安裝兩台美國通用電氣公司引進的500千瓦立式小輪發電機組，沿用至今，運行不衰。20世紀80年代，設備進行增容，現發電量1250千瓦。洞窩水電站是四川省第一座，中國大陸第二座建成的水力發電站，至今仍在使用。
2012年7月16日公佈為第八批四川省文物保護單位。2019年10月16日，由中华人民共和国国务院公布为第八批全国重点文物保护单位。